# Leuctra pseudohippopus
Leuctra pseudohippopus är en bäcksländeart som beskrevs av Raušer 1965. Leuctra pseudohippopus ingår i släktet Leuctra och familjen smalbäcksländor. Inga underarter finns listade i Catalogue of Life.